# Goniodiadema mauritiense
Goniodiadema mauritiense is een zee-egel uit de familie Diadematidae.
De wetenschappelijke naam van de soort werd in 1939 gepubliceerd door Theodor Mortensen.